# Richard Bedford Bennett
Richard Bedford Bennett (3. červenec 1870 – 26. červen 1947) byl kanadský politik. Byl jedenáctým premiérem Kanady, svůj úřad zastával v letech 1930–1935. Byl člen Liberálně-konzervativní strany Kanady, v jejímž čele stál v letech 1927–1938. V závěru svého života se přestěhoval do Anglie. Původní profesí byl právník a obchodník.